# Дёлунгдечен
Дёлунгдечен (тиб. སྟོད་ལུང་བདེ་ཆེན་ཆུས་་་, Вайли: stod lung bde chen chus; кит. упр. 堆龙德庆区, пиньинь Duīlóngdéqìng qū, палл. Дуйлундецин цюй) — район городского подчинения городского округа Лхаса Тибетского автономного района КНР.

## История
Уезд Дёлунгдечен был создан в 1959 году путём объединения двух тибетских дзонгов. В начале 1960 года к нему был присоединён Пригородный район Лхасы.
13 октября 2015 года Госсовет КНР принял постановление (вступившее в силу с 2016 года) о преобразовании уезда Дёлунгдечен в район городского подчинения.

## Административное деление
Район делится на 2 посёлка и 5 волостей:
- Посёлок Донггар (东嘎镇),
- Посёлок Найчунг (乃琼镇),
- Волость Дечен (德庆乡),
- Волость Мар (马乡),
- Волость Гурум (古荣乡),
- Волость Ябда (羊达乡),
- Волость Ниу (柳梧乡).

## Экономика
Дёлунгдечен является торговым, логистическим и финансово-деловым центром Тибета; здесь расположена комплексная бондовая зона Лхасы, построено несколько крупных логистических парков (в том числе компании JD.com), ветровых и солнечных электростанций, молочных заводов. Валовой региональный продукт района в 2010 году составил 1 млрд юаней (137,07 млн долл. США), а в 2024 году достиг 8,21 млрд юаней (1,13 млрд долл. США), увеличившись на 6,5 % в годовом выражении.